# Carrément chat
 (avril 2018).
Si vous disposez d'ouvrages ou d'articles de référence ou si vous connaissez des sites web de qualité traitant du thème abordé ici, merci de compléter l'article en donnant les références utiles à sa vérifiabilité et en les liant à la section « Notes et références ».
Carrément chat (Counterfeit Cat) est une série télévisée d'animation en co-production entre le Royaume-Uni et le Canada.
La série a été diffusée pour la première fois au Royaume-Uni le 12 mai 2016 sur Disney XD et au Canada sur Télétoon le 1er novembre 2016.
Elle a été diffusée aux Etats-Unis à partir du 20 juin 2016 sur Disney XD.
En France, la série a été diffusée du 4 septembre 2016 au 1er mai 2020 sur Disney XD, puis rediffusé depuis sur Disney Channel en 2018.
La série se centre sur les aventures de Max, un chat jaune ordinaire et de Gark, un alien déguisé en chat violet qui vivent tous les deux chez Betty, une vieille dame très enthousiaste.

## Synopsis
Max, un chat jaune vit sous le toit de Betty, une vieille dame joviale et enthousiaste.
Gark, un alien qui s'est déguisé en chat violet pour ne pas se faire démasquer alors qu'il atterrit sur Terre se retrouve dans la maison de Betty.

## Personnages
- Max: C'est un chat jaune en la propriété de Betty.

Vivant paisiblement auprès de cette vieille dame, il sera ravi de l'arrivée de Gark chez lui puisque fou du danger et de l'aventure.
Il abusera ainsi des pouvoirs de Gark sans prendre la mesure des conséquences de l'abus de ces pouvoirs.
Bien que fou du danger, il s’inquiétera lorsqu'il aura causé une catastrophe. Il est à l'origine du climat devenu tempéré sur la Planète Soleil. Son nom complet est : Maximilien Fluffybottom III.
- Gark: C'est un alien venu de la Planète Soleil, originellement chaude. Alors qu'il atterrit sur Terre, il se déguise en chat violet pour ne pas se faire démasquer.

Ayant atterrit chez Betty, il rencontre Max qu'il prend au départ pour un tigre, sûrement à cause de son pelage jaune et touffu avec des traces de griffes, le mettant ainsi dans toutes les situations possibles puisque selon lui "le tigre est l'animal le plus courageux du Monde", avant de se rendre plus tard compte que Max n'est qu'un simple chat.
Il se fera toutefois exploiter par Max puisqu'ayant diverses pouvoirs et capacités fascinantes.
Il se fait renvoyer de sa planète à cause de Max. 
Malgré tout cela Max et Gark sont des meilleurs amis.
- Betty: C'est la maitresse de Max et de Gark. C'est une vieille dame sympathique, joviale et enthousiaste pensant et agissant toujours "jeune" malgré son vieil age. Elle fait partie d'un groupe de personnes qui pensent et agissent "jeune" comme elle. Elle aime aussi tout ce qui a rapport aux chats.

## Pouvoirs et capacités de Gark
Puisqu'il est un extraterrestre, Gark a de nombreux pouvoirs et de nombreuses capacités.
Il a une intelligence artificielle du nom de Sauveterre.
Il peut lire à travers la pensée de son interlocuteur, ouvrir un portail interdimmensionnel et voyager à travers les différents mondes (le Soleil, le miroir, sous le canapé, etc.)
Il peut déplacer un objet ou un être vivant rien que par la pensée.
Dans le dernier épisode de la série, "Il faut garder Gark", il déplace la Lune et un sensei qui le remarque alors qu'impressionné par son talent, décide de l'emmener pour l'entrainer à sauver l'Univers.

## Distribution

### Voix originales
- Marc Wootton : Max
- Alex Kelly : Gark
- Kayvan Novak : Betty / Throckmorton / Cutter / Anton / Le dieu du jouet pour chat / Trash Can Hat Cat / Jackson / Wilma / Jeanette / Jock
- Katherine Ryan : Ranceford / Nelson /
- Kyle Soller : L'enfant / Les écureuils
- Sandra Dickinson : Chico / Zaxos / Flargle
- Kerry Shale : Caméléon
- Alexa Kahn : Jibbo

### Voix françaises
- Tom Hudson : Max
- Béatrice Wegnez : Gark
- Carine Seront : Betty
- Alessandro Bevilacqua
- Delphine Chauvier
- Alain Eloy
- Tony Kabeya : Sauve-Terre

## Épisodes
1. Carrément viral / Le cercle des rayons de soleil
2. Gloire et déboires / Mais où sont passés tous les jouets pour chat ?
3. Max contre les machines / Balade en sous-sol
4. Pour les yeux de Betty / Crachouille
5. Trou de vers / L'attaque de la verrue
6. La marque écarlate / Le dernier yogi
7. Qu'est-ce qu'on rigole / Les yeux qui avalent
8. Le vétérinaire / Sac à puces
9. Mon humanoïde bien-aimé / Chienquifixe
10. 28 secondes plus tard / Accrochez-vous
11. Un job en or / Jackson 5
12. Maximum Noël / Basses résolutions
13. Menace imminente / Gros chat
14. Le bain de la terreur / Neuf vies
15. Casser la croute / Sous le soleil
16. Les Sardoniens de la Galaxie / Maximum question
17. Joyeux anniver-terre / Le retour de Zaxos
18. Délire virtuel / Apocaliversaire
19. Une peur préhistorique / Le panier de chats
20. Voyage au centre de Sauveterre / L'attrape-rêve
21. La pièce de la panique / FC Mangeurdom
22. Le temps selon Gark / Les nouveaux héros
23. Vous y croyez? / Moi Maxine
24. Gark a du talent / Miroir Miroir
25. Arugula / L'hôtel a des yeux or
26. Il faut garder Gark (première partie) / Il faut garder Gark (deuxième partie)

### Courts métrages
Les courts métrages ont d'abord étés diffusés le 24 mai 2016 au Royaume-Uni puis le 30 novembre 2016 au Canada et ensuite le 22 mars 2017 en France.
1. Le chat, l'alien et la boule de poils
2. Le chat, l'alien et le chien
3. Le chat, l'alien et les grimaces
4. Le chat, l'alien et la littière
5. Le chat, l'alien et les preum's
6. Le chat, l'alien et la chanson
7. Le chat, l'alien et le costume
8. Le chat, l'alien et la télécommande
9. Le chat, l'alien et la langue
10. Le chat, l'alien et l'appartement
11. Le chat, l'alien et le Sauveterre